# Hollywood Split
Hollywood Split (offiziell: Bruce T. Hinman Memorial Interchange) bezeichnet eine Freewaykreuzung im San Fernando Valley in Los Angeles. Hier kreuzen sich folgende Straßen:
- US101 - Ventura Freeway/Hollywood Freeway
- CA134 East - Ventura Freeway
- CA170 North - Hollywood Freeway

An dieser Kreuzung befindet sich das westliche Ende der State Route 134. Außerdem ist sie bekannt als Kreuzung des Hollywood Freeway und des Ventura Freeway. Für viele Autofahrer ist die Kreuzung aus verschiedenen Gründen etwas verwirrend.
Die Bezeichnung "Hollywood Freeway" wird sowohl von der US101 südlich der Kreuzung benutzt als auch von der CA170 nördlich der Kreuzung, während die Bezeichnung "Ventura Freeway" die US101 westlich der Kreuzung und die CA134 östlich der Kreuzung bezeichnet. Der "Ventura Freeway" Abschnitt der US101 hat eine west-östliche Trassierung, ist aber auf Grund der gesamten Routenführung der US101 als Nord-Süd Freeway ausgeschildert.
Im gesamten San Fernando Valley kann deshalb jede Auffahrt sowohl als US101 North und 101 West bzw. als US101 South und US101 East ausgeschildert sein.
Auf Grund der extremen Winkel, in welchen sich die Straßen hier kreuzen, ist es nicht möglich die Kreuzung in alle Richtungen zu befahren. Zum Beispiel kann man auf der US101 von Süden kommend nur der US101 nach Westen(Norden) folgen oder auf der CA170 nach Norden weiterfahren nicht jedoch auf der CA134 nach Osten.